# 近田義広
近田 義広（ちかだ よしひろ、1946年12月3日 - ）は、日本の天文学者。多体問題計算処理の提唱者であり、その後のGRAPE等の専用計算機時代を開拓した人物である。

## 研究分野
専門は、電波天文学。自称「機械屋」。
天文学観測データのコンピュータ解析に関する業績で知られる。関わったプロジェクトは国立天文台野辺山ミリ波干渉計向けに開発されたFX型デジタル分光相関器、VLBI、VSOP計画、Farm-Ship、重力多体問題専用計算機GRAPE、アタカマ大型ミリ波サブミリ波干渉計などである。このうちFX相関器やGRAPEは、コンピュータの汎用性をあきらめ、ある計算過程に特化したハードウェアを作ることで高速・低コストを実現したものである。FX相関器とそこから派生したGRAPEに対しては、電子情報通信学会マイルストーン『天文学のための専用スーパーコンピュータ GRAPE』としてその功績が認められている。
野辺山宇宙電波観測所では、1980年代の早い時期から計算機利用の先駆けとなった。理学部天文学科時代（略歴参照）の指導教官小尾信彌から、「これからの天文学者は計算機が使えないといけないかも知れない」と言われたことが契機であるという。
このほか、人工衛星によって軌道上にフレネルレンズの薄膜を展開し、km級の大口径望遠鏡を実現するレンズアンテナを提唱している。

## 略歴
- 1968年3月　東京大学理学部天文学科卒
- 1970年3月　東京大学理学系研究科修士課程修了
- 1973年3月　東京大学理学系研究科博士課程卒（理学博士）
- 1973年4月　東京天文台電波研究部 助手
- 1988年4月　東京天文台の改組に伴い、国立天文台野辺山宇宙電波観測所 助教授
- 1994年　国立天文台 光学赤外線天文学 教授[2]
- 2001年　国立天文台 電波天文学研究系 教授
- 2004年　国立天文台 電波研究部 教授
- 2010年7月　退職[3]

## 関係者
照明デザイナー近田玲子は妻。教育者近田廣司は実父。